# Chicoreus brevifrons
Chicoreus brevifrons es un molusco gasterópodo prosobranchio conocido popularmente como burro o chivato.
 Los caracoles que constituyen a la familia Muricidae, a la cual se halla Chicoreus brevifrons, forman un grupo de unas 700 especies de gastropodos carnívoros que depredan primordialmente a bivalvos,  otros gastropodos, cirrípedos (dientes de perro) y corales, aunque también lo pueden hacer sobre otros invertebrados. 
La familia está constituida por un grupo especies cuyas hembras desovan huevos contenidos en cápsulas coriáceas características, puestas de manera individual o en grupos masivos, que se adhieren a las rocas, raíces de mangle u otros objetos del sustrato.

## Características diagnósticas
Chicoreus brevifrons es un molusco que fundamentalmente se caracteriza por su concha axialmente ornamentada con tres varices principales, que a su vez, están armadas con espinas foliáceas. Las espiras o vueltas de la concha son moderadas, terminando en un ápice o ápex agudo, mientras que la espira o vuelta del cuerpo se caracteriza por ser relativamente grande con la abertura ovalada, el opérculo coriáceo ungiculado y el canal sifonal corto y ancho, ligeramente doblado hacia arriba. Su coloración es variable con tonalidades que van desde el crema rosado al marrón oscuro, mientras que la longitud puede alcanzar hasta 15 cm.

## Biología y ecología
Con respecto a su historia natural, son numerosos los autores que han informado acerca del desove y otros aspectos de su reproducción, caracterizándose su postura por un conjunto de cápsulas que a su vez constituyen masas típicas que pueden ser variables en tamaño y, por ende, en el número de cápsulas. Cada cápsula presenta un orificio bastante conspicuo, obturado por un opérculo que al momento de producirse la eclosión, se desprende para dar salida a los juveniles que han logrado completar su desarrollo. 
Monitoreos experimentales en relación con el número de huevos por cápsula, efectuados en Venezuela con material procedente del Parque nacional Mochima (Estado Sucre) dieron como resultado 605 huevos en promedio, haciéndose notar que de estos 610 se desarrollaron y eclosionaron un promedio de 4 juveniles por cápsula al cabo de 30 días de desarrollo embrionario bajo condiciones de laboratorio; siendo el tamaño promedio de los juveniles eclosados aproximadamente de 2,6 mm de longitud.

## Distribución geográfica

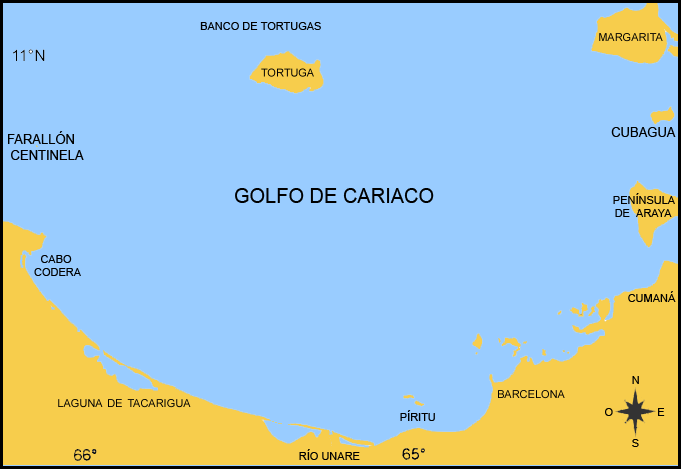
Mapa de las costas del estado Estado Anzoátegui - Venezuela.

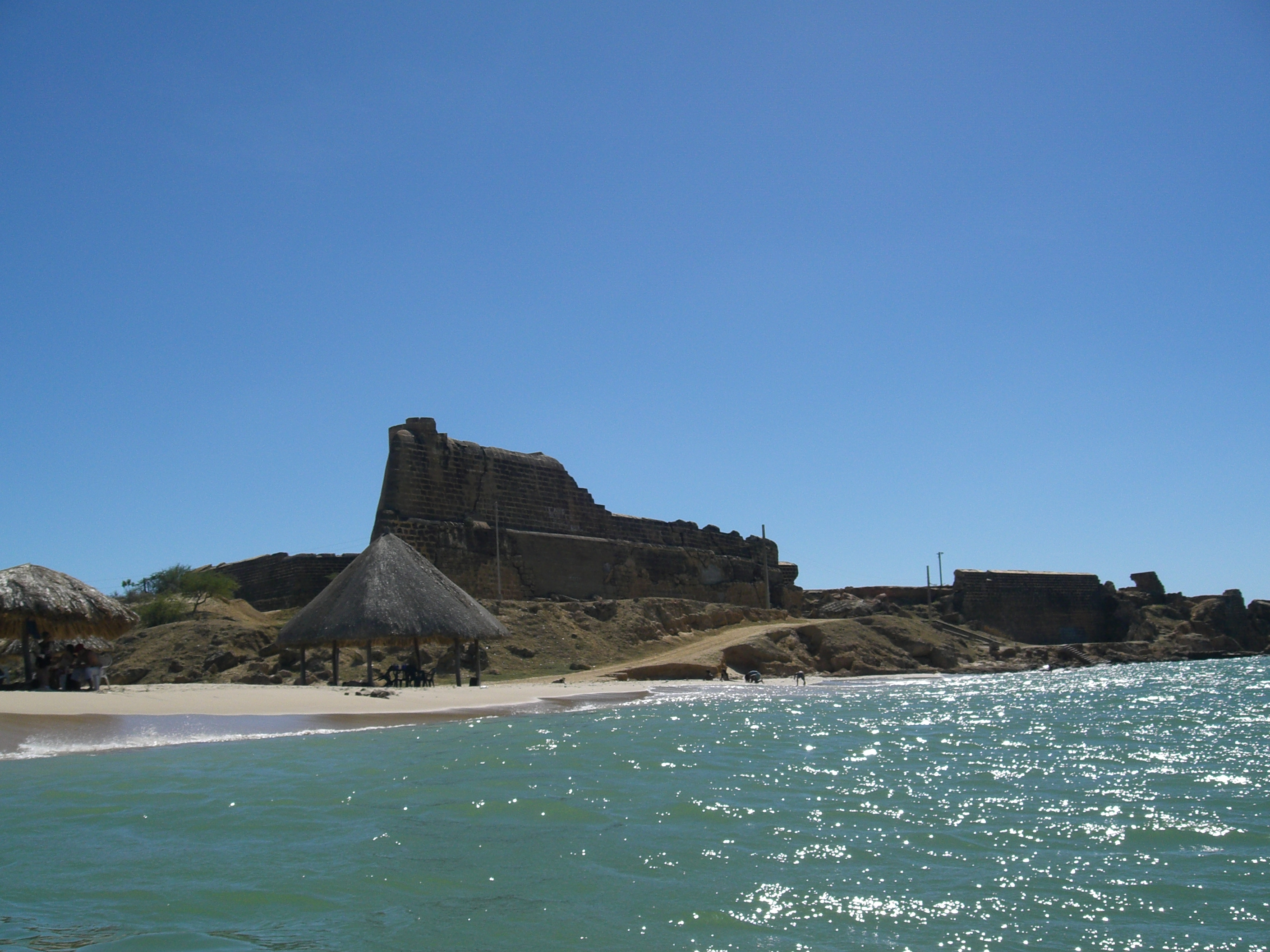
Castillo de Araya visto desde la playa.

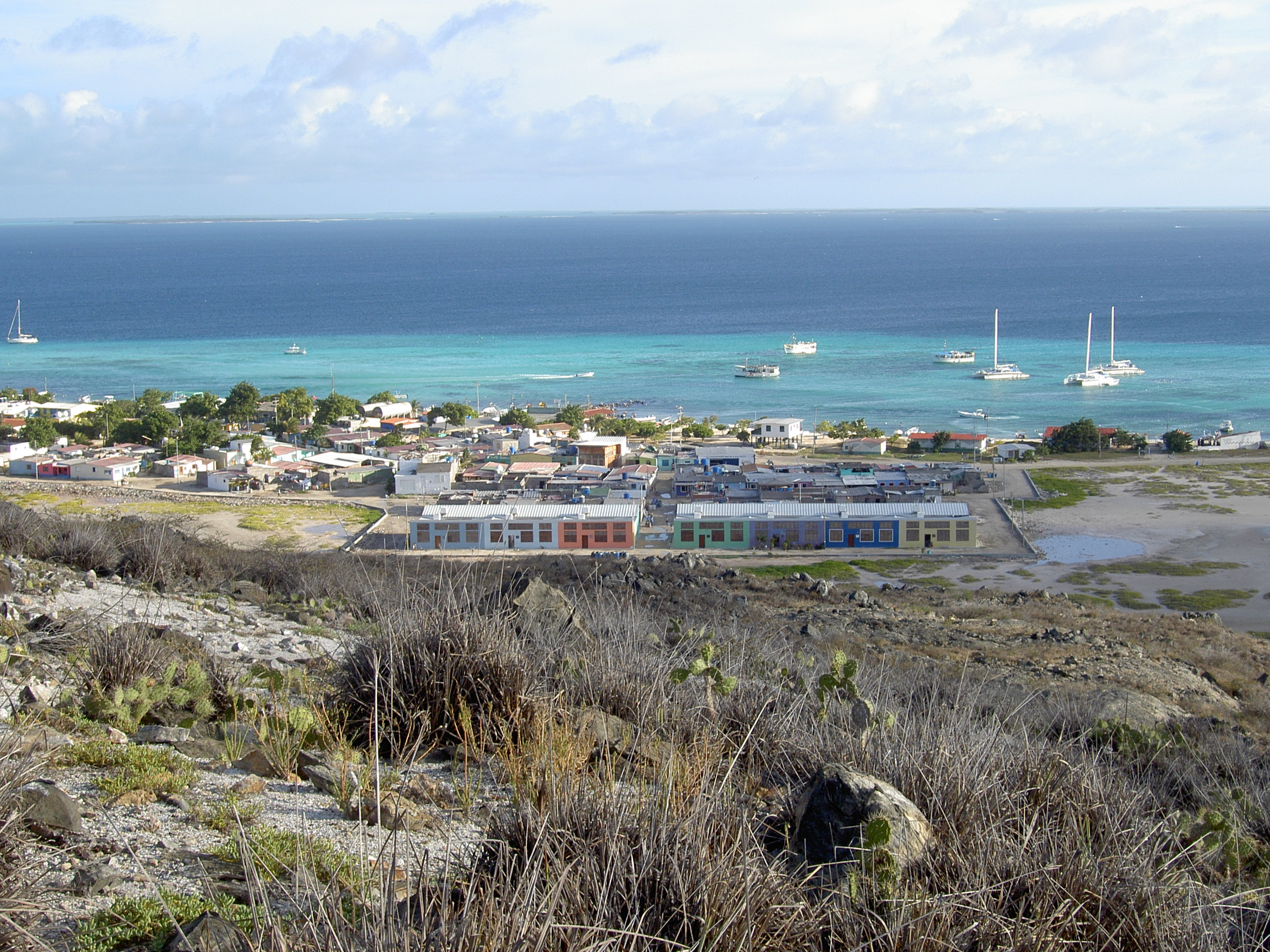
Los Roques poblado del Gran Roque.

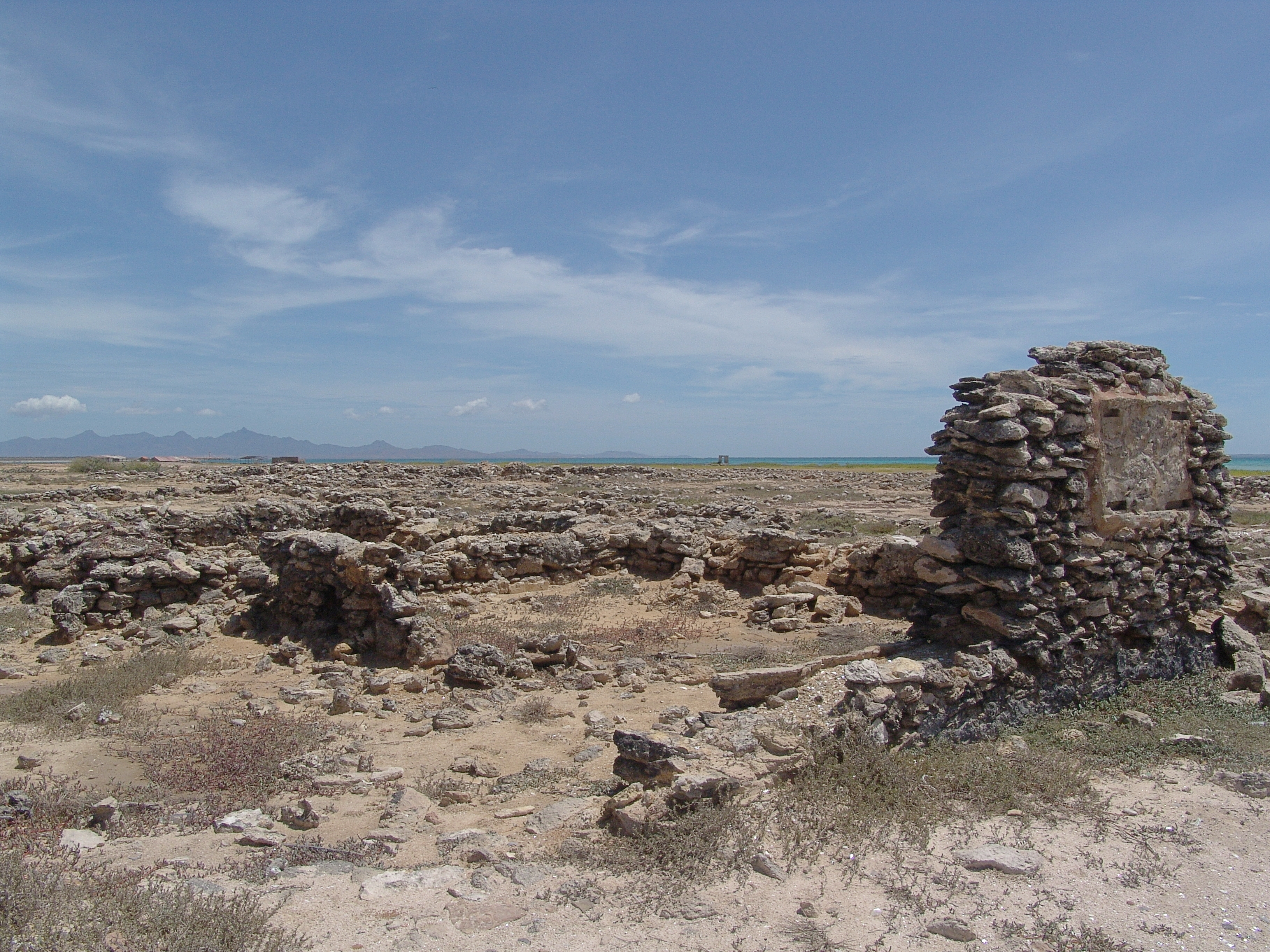
Nueva Cádiz.

La distribución geográfica de este molusco se extiende desde el Sur de Florida (EE. UU.) hasta el Sur de Guyana, por supuesto ábarcando el área correspondiente a Las Antillas y costas continentales adyacentes.
En Venezuela, esta especie es bastante común, habiendo sido reportada para numerosas localidades a lo largo de nuestras islas y perfil costero de tierra firme, en donde principalmente habita sobre fondos fangosos en áreas de manglares, depredando generalmente sobre los ostiones adheridos a las raíces sumergidas del Mangle rojo (Rhizophora mangle). 
En Venezuela se tienen registros de esta especie en las siguientes localidades 
- Dependencias Federales: 
  - Archipiélago de Los Frailes, Puerto Real
  - Archipiélago de Los Monjes, Al Norte de Monje Norte
  - Archipiélago de Los Roques, Cayo Sal
  - Archipiélago de Los Roques, Gran Roque
  - Isla Sola
  - Noroeste de Isla de Patos
  - Suroeste de Isla de Patos

- Estado Falcón
  - Parque nacional Morrocoy, Boca Grande y Boca Mayorquina
  - Parque nacional Morrocoy, Cayo Pescadores
  - Parque nacional Morrocoy, Sector Las Luisas

- Estado Miranda
  - Higuerote
  - Los Totumos

- Estado Nueva Esparta
  - Isla de Cubagua, Bahía de Charagato
  - Isla de Cubagua, Frente a Nueva Cádiz
  - Isla de Margarita, Juan Griego, Playa El Tirano, La Guardia.

- Estado Sucre
  - Bahía de Quetepe, Golfo de Cariaco
  - Bahía de Turpialito
  - Cumaná
  - El Rincón, Península de Araya
  - Islas Lobos y Caribe, frente a Chacopata
  - Laguna Grande del Obispo, Golfo de Cariaco
  - Parque nacional Bahía de Mochima, Cabruta Blanca
  - Parque nacional Bahía de Mochima, Caimagrana
  - Parque nacional Bahía de Mochima, Ensenada Honda
  - Parque nacional Bahía de Mochima, Isla Huevito
  - Parque nacional Bahía de Mochima, Las Maritas
  - Parque nacional Bahía de Mochima, Los Mangles
  - Playa Colorada
  - Punta Guaracollar
  - Río Caribe
- Estado La Guaira
  - Caraballeda, Laguna Beach
  - Chichiriviche de la Costa
  - Playa Grande